# Кристин Ченоует
Кристин Дон Ченоует (на английски: Kristin Dawn Chenoweth) е американска актриса и певица с роли в мюзикъли, филми и телевизионни сериали. 

## Биография
Като дете Ченоует пее госпъл музика в Оклахома и учи опера, преди да реши да преследва кариера в музикалния театър. През 1997 г. тя дебютира на Бродуей в Steel Pier, спечелвайки Theatre World Award, преди да се появи в Ти си добър човек, Чарли Браун и Wicked.
През 1999 г. печели награда „Тони“ за най-добра актриса в мюзикъл за изпълнението си на Сали Браун в Ти си добър човек, Чарли Браун на Бродуей. През 2003 г. Ченоует получава втора номинация за награда „Тони“ за ролята на Глинда в мюзикъла Wicked. Телевизионните ѝ роли включват Анабет Шот в Западното крило на NBC и Олив Снук в комедийната драма на Ей Би Си Pushing Daisies, за която печели награда „Еми“ за най-добра поддържаща актриса в комедиен сериал през 2009 г.
През 2001 г. Ченоует има свой собствен ситком, Кристин. Участва като гост в много сериали и телевизионни предавания, включително Улица Сезам и Клуб „Веселие“, за които е номинирана за наградите „Еми“ през 2010 и 2011 г. Филмите, в които участва, включват Омагьосване (2005), Розовата пантера (2006) и RV (2006). Играла е роли във филми, създадени за телевизия, като Наследниците (2015); озвучавала е анимационни филми като Рио 2 (2014) и Фъстъчета: Филмът (2015). Домакин е на няколко наградни церемонии.
Има няколко издадени албума, включително A Lovely Way to Spend Christmas (2008), Some Lessons Learned (2011), Coming Home (2014), The Art of Elegance (2016) и For the Girls (2019).
През 2009 г. издава мемоарите си, A Little Bit Wicked.